# Tuvekvarn

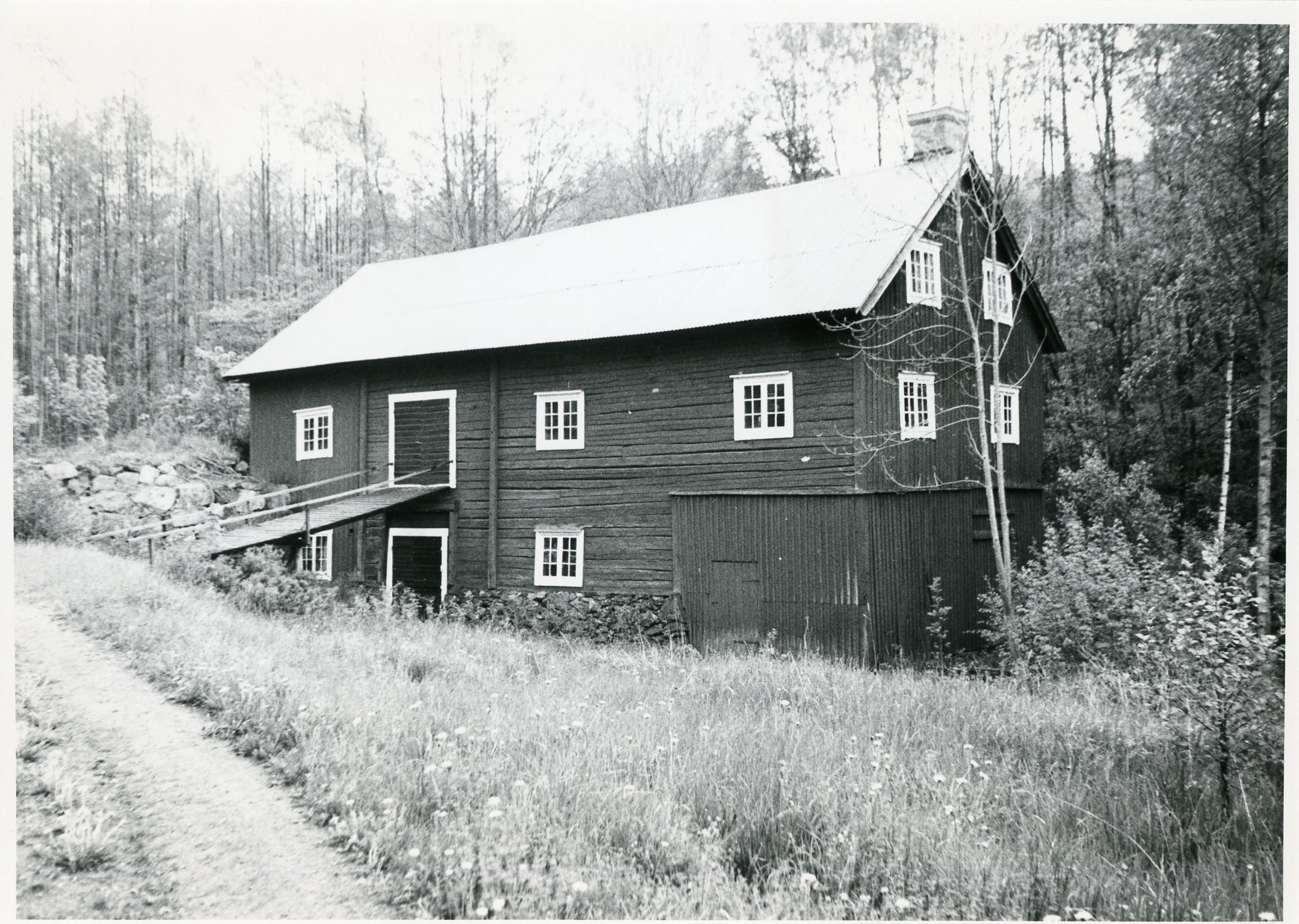
Stora Tuvekvarn 1984

Tuvekvarn är ett kvarnområde i Vedaån mellan Sättersta och Lästringe socknar, där ån bildar vattenfall i en trång ravin mellan Likstammen och Svarvaren. Stora Tuvekvarn och Tuvekvarns gård ligger i Sättersta socken medan Lilla Tuvekvarn ligger i Lästringe.
Vid Stora Tuvekvarn pågick kvarndriften fram till 1949. Den bevarade kvarnbyggnaden i rödfärgat timmer i två våningar är troligen uppförd under 1700-talet. Nordväst om kvarnen finns tre stugor och bodar från slutet av 1800-talet. På Tuvekvarns gård härrör bebyggelsen från första hälften av 1800-talet. Till Lilla Tuvekvarn kommer man via en brukningsväg från Hagby. Av kvarnen syns här bara de stensatta rännorna i ån. Mjölnarbostaden och uthusen är dock bevarade.